# Vzdělávání ve Francii

Model vzdělávání ve Francii

Vzdělávací systém ve Francii je vysoce centralizovaný a členěný. Dělí se na tři stupně vzdělání, a to na základní (enseignement primaire), střední (enseignement secondaire) a na vysokoškolské vzdělání (supersur enseignement supérieur). Žáci vstupují do francouzského vzdělávacího systému již ve věku 3 let, kdy navštěvují předškolní vzdělávání, ve věku 6 let nastupují do základních škol, poté mohou nastoupit ke střednímu a dále případně k vysokoškolskému vzdělání.

## Moderní systém školství
Na francouzský systém vzdělávání měla jistě ohromný vliv katolická církev, která ve Francii dominovala po staletí. Tento vliv začal slábnout teprve na konci 19. století, kdy bylo ve francouzském vzdělávacím systému zavedeno mnoho reforem a ustálil se do podoby, ve které je víceméně dodnes. Ministr veřejného vzdělávání, Jules Ferry roku 1881 zavedl l'école républicaine, tedy moderní školství. Tato reforma ustanovila povinnou školní docházku pro všechny děti ve věku 6 až 12 let, přičemž školu povinně navštěvovali jak chlapci, tak i dívky. Toto vzdělávání bylo bezplatné. S těmito novými zákony se podařilo za třetí francouzské republiky nahradit takzvaného Fallouxské zákony, které poskytovaly obrovskou moc církvi.

## Legislativa
Veškeré vzdělávací programy jsou regulovány francouzským Ministerstvem pro národní vzdělávání Ministère de l'Éducation nationale, de la Jeunesse et de la Vie associative. Všichni učitelé ve veřejných školách, včetně profesorů a odborných výzkumníků na vysokých školách a univerzitách, jsou zaměstnanci státu, což z Ministerstva pro národní vzdělávání činí největšího zaměstnavatele v zemi.
Na prvním a druhém vzdělávacím stupni platí stejná pravidla curriculum pro všechny instituce z řad veřejných, poloveřejných, ale i těch soukromých. Směrnice, která udává detailní podobu současného vzdělávacího systému ve Francii, se jmenuje Bulletin officiel de l'éducation nationale, de l'enseignement supérieur et de la recherche (B.O.). Ta vymezuje veškeré vzdělávací programy, jejich náplň a způsob výuky. Tato směrnice se mění několikrát ročně a je aktualizována podle aktuálních potřeb studentů a pedagogů.

## Školní rok
V metropolitní Francii probíhá školní rok od začátku září do začátku července. Školní harmonogram je centrálně organizován ministerstvem pro národní vzdělávání a je platný pro celou zemi. V květnu se zpravidla na školách konají závěrečné zkoušky jako je například baccalauréat, což je obdoba české maturitní zkoušky. V zámořských oblastech Francie je školní rok organizován dle místní samosprávy.
Prázdniny během školního roku jsou následující:
- Svátek Všech Svatých (la Toussaint), od roku 2012, jedná se o dvoutýdenní prázdniny během konce října a začátku listopadu
- Vánoce (Noël), dva týdny v období Vánoc a Nového roku
- Zimní	prázdniny (hiver), dva týdny prázdnin od poloviny února
- Jarní	a velikonoční prázdniny (printemps, Pâques), dva týdny prázdnin od poloviny dubna
- Letní	prázdniny (été), dva měsíce prázdnin začínající v brzkém červenci (středoškolské již v polovině června)

## První vzdělávací stupeň
Většina rodičů začíná děti posílat do vzdělávacích institucí kolem 3 roku věku dítěte, kdy navštěvují mateřské školy maternelle. Rodiče mají možnost umístit do školky i dvouleté dítě, v tomto případě se jedná o toute petite section (TPS). Předškolní vzdělávání je rozděleno do 4 let s TPS, první dva roky (rok pokud dítě nenavštěvuje TPS) jsou věnovány socializaci s ostatními dětmi, hrám a začínají se učit základní geometrické obrazce, barvy a čísla. Následující dva roky moyenne section a grande section jsou více podobné klasickému stylu výuky na základních školách, žáci se začínají učit číst, psát a počítat.
Ve větších městech bývají mateřské školy vedeny jako samostatné instituce, na vesnicích pak bývají často přidružené k základním školám. Obdobně jako v České republice je ve Francii tradicí, že děti ve školkách a prvních stupních základní školy mají jednoho, maximálně dva učitele, kteří je učí komplexně všem předmětům od matematiky až po tělesnou výchovu.
Po mateřské škole žáci navštěvují základní školu école élémentaire. První tři roky základní školy se žáci učí a rozvíjejí psaní, čtení, matematiku, ale i základech vědy a umění. Základní vzdělání trvá 5 let, do věku 10 až 11 let žáka. Na rozdíl od ČR nejsou jednotlivé ročníky pojmenovány vzestupně dle odstudovaných let, ale následovně:
1. rok = CP (cours préparatoire), tedy přípravný kurz
2. rok = CE1 (cours élementaire 1), tedy základní kurz 1
3. rok = CE 2 (cours élementaire 2), tedy základní kurz 2
4. rok = CM1 (cours moyen 1), tedy střední kurz 1
5. rok = CM2 (cours moyen 2), tedy střední kurz 2

## Druhý vzdělávací stupeň
Po absolvování prvního vzdělávací stupně nadchází stupeň druhý, který je rozdělen do dvou částí. První ze dvou stupňů je takzvaná college, která odpovídá druhému stupni základního vzdělávání v České republice. College je povinná pro všechny studenty a nedělají se na ni žádné přijímací zkoušky, student na ni automaticky pokračuje. Ve Francii je ústavně dáno, že si student nemůže vybírat základní školu a navštěvuje tu, kterou má nejblíže svému bydlišti, případně spádové oblasti.
College trvá 4 roky a je určená žákům ve věku 11 až 15 let. Ve Francii neexistuje institut osmiletých gymnázií ani jiných víceletých vzdělávacích stupňů. V posledním ročníku collège studenti absolvují souhrnný test s názvem Le Diplôme National du Brevet des Collèges, který ověřuje jejich znalosti a hraje roli v přijímacím procesu na střední školu, ovšem podmínky si nastavují jednotlivé vzdělávací instituce samy.
Brevet je nejpodobnější českým jednotným přijímacím zkouškám na střední školy, ale je zde hned několik odlišností. Brevet musí absolvovat každý žák bez rozdílu na jakou školu se bude hlásit, či se dokonce nebude hlásit. Jedná se o výstupní test ověřující znalosti ze základního vzdělávacího stupně. V mnoha ohledech se jedná o závěrečné maturitní vysvědčení, jelikož žáci získávají body za výsledky v 7 předmětech v posledním úseku studia. Zároveň se ale jedná o standardizované testování, kdy každý musí projít testem z matematiky (100 bodů), z francouzského jazyka (100 bodů), historicko-geografického testu (50 bodů) a testu z přírodních věd (50 bodů). Posledních 100 bodů student může získat za ústní test z dějin umění, popřípadě za obhajobu vlastního projektu. Pro získání Brevetu musí být dosaženo minimálně poloviny možných bodů.
Poté, co student úspěšně složí Brevet, může se rozhodnout, jestli půjde studovat na lycée général, což je ekvivalent všeobecného gymnázia, na lycée technologique což je ekvivalent střední odborné školy, či na lycée professionnel což je ekvivalent středního odborného učiliště. Velkým rozdílem středoškolského vzdělávání ve Francii je, že trvá pouze 3 roky a na konci studia studenti skládají zkoušku Baccalauréat (le bac) pokud studují na lycée général, na lycée technologique (le bac technologique) a pokud studují na lycée professionnel je studium zakončeno získáním výučního listu z daného oboru.

## Vysokoškolské vzdělání
Vysokoškolské vzdělávání je ve Francii organizováno ve třech úrovních dle boloňského procesu, který odpovídá stupňům většiny evropských zemí. Studenti mohou tedy získat bakalářský, magisterský a doktorský titul. Bakalářské studium trvá 6 semestrů, magisterské 4 semestry. Během těchto semestrů si studenti vybírají oborové předměty studia na základě UE (Unités d'enseignement nebo Modules), které jsou hodnoceny jednotlivými evropskými kredity ECTS. K úspěšnému zakončení bakalářského studia je třeba získat 180 kreditů, k zakončení magisterského pak 120 kreditů. Tituly jsou udělovány v jednotlivých oborech a mají určité specifikace. Například během druhého ročníku magisterského vzdělání musí studenti absolvovat tzv. Specialités, což je buď akademický výzkum anebo profesionální praxe. Student může získat i profesionální licenci, díky které může nastoupit do daného oboru zaměstnání (obdoba českého diplomovaného specialisty).
Na základě le Baccalaureát jsou studenti přijímáni ke studiu na vysokých školách, výjimky tvoří pouze lékařské a farmaceutické obory, ke kterým jsou studenti přijímáni na základě dalšího testování. Studenti, kteří chtějí studovat na těch nejprestižnějších univerzitách (les grandes écoles) ve většině případů absolvují ještě dvouletý přípravný kurz (CPGEs), který je připraví na přijímací zkoušky, tzv. concours. Ve výjimečných případech může student nastoupit na jednu z Grandes écoles bez přípravných kurzů, je to ovšem velmi těžké a zpravidla se to podaří jen těm nejúspěšnějším studentům z ročníku.
Dle boloňského procesu se vysokoškolské vzdělávání dělí do 3 stupňů, studenti mohou získat následující tituly:
- Licence nebo Licence professionnelle odpovídají českému bakalářskému vzdělání
- Magisterský titul
- Doktorský titul

## CPGEs
Přípravné kurzy, ve francouzštině classes préparatoires aux grandes écoles (CPGEs), taktéž známé jako prépas, jsou kurzy, které poskytují studentům potřebné vzdělání pro studium na Grande écoles. Pouze 5 % studentů je přijato ke studiu prépas. Studenti jsou přijímáni na základě jejich studijních výkonů během posledních dvou ročníků střední školy. CPGEs jsou většinou součástí středních škol, avšak může se jich účastnit pouze ten student, který již absolvoval le bac, jelikož se jedná o terciární vzdělávací instituci. Kritéria přijetí na CPGE si stanovují jednotlivé instituce, většinou se jedná o výsledky dosažené v průběhu středoškolského vzdělání, avšak některé instituce požadují i osobní pohovory či mimoškolní aktivity.
CPGEs se dají studovat ve třech zaměřeních:

### Vědecké CPGE
K těmto CPGEs se mohou hlásit pouze ti studenti, kteří složili svůj le bac z vědeckých disciplín (matematika, chemie, biologie, fyzika). Jedná se o nejstarší a nejprestižnější CPGEs. Výuka je rozdělena do dvou ročníků, studentům prvního ročníku se přezdívá Math Sups (od francouzského Classe de Mathématiques Supérieure) či Hypotaupe, studentům druhého ročníku se přezdívá Math Spé (od francouzského Classe de Mathématiques Spéciales) anebo Taupe. Náročnost studia je obrovská, studium zahrnuje 12 hodin matematiky týdně, 10 hodin fyziky, 2 hodiny filozofie, 2 až 4 hodiny cizích jazyků a 4 až 6 hodin vybraného předmětu, například chemie, programování atp. Kromě cca. 35 vyučovacích hodin týdně mají studenti ještě mnoho úkolů, které zaberou v mnoha případech stejnou časovou dotaci. Studenti vědeckého CPGEs si přezdívají taupins, což je francouzský výraz pro krtka, jelikož většinu svého času tráví zalezlí doma či ve škole nad studiem.

### Obchodní CPGE
Tyto CPGEs jsou zaměřené převážně na obchod a ekonomii, jsou známé jako prépa EC (Economiques et Commerciales) a student si může vybrat mezi ekonomickým a matematickým zaměřením.

### Humanitní CPGE
Tyto CPGEs se specializují na literaturu a humanitní vědy, studenti mají, obdobně jako u vědeckých CPGEs přezdívky. První rok se nazývají Hypokhâgne a druhý rok Khâgne, všeobecnou přezdívkou pro studenty humanitních oborů je název Khâgneux. Studenti humanitních CPGEs nejčastěji míří na Sciences Po či na Écoles Normales Supérieures. Podobně jako u obchodních CPGEs si studenti mohou vybrat ze dvou okruhů studia, z literárních studií, které se zaměřují na literaturu, filozofii a historii a ze sociálních věd, které kromě literárních věd zahrnují ještě matematiku a socioekonomická studia.
Rozdílem při studiu humanitních CPGEs je fakt, že studenti jsou současně zapsáni na klasických univerzitách a v případě, že se rozhodnou CPGEs ukončit, nezvládnou je, nebo se na žádnou z Grandes écoles nedostanou, pokračují ve studiu na univerzitě.

## Školné
Vysokoškolské vzdělání je ve Francii financováno státem, studenti obvykle platí pouze jednorázový administrativní poplatek, který se pro různé stupně studia pohybuje dle ekonomické náročnosti studia. Většinou je poplatek 150 - 700 EUR za jeden stupeň studia. Studenti z ekonomicky slabších rodin si mohou zažádat o odpuštění školného, slevu na učebnice a zároveň mohou požádat i o stipendium, které činí až 450 EUR měsíčně. Pakliže se uchazeč rozhodne jít studovat na technickou školu, je jednorázový administrativní poplatek o něco vyšší, vyplývá to z ekonomické náročnosti oboru (poplatky jsou vyšší například u lékařských oborů, jelikož jsou studentům poskytovány laboratoře a další vybavení, kdežto například u humanitních oborů je částka mnohonásobně nižší) a činí kolem 700 EUR. Soukromé technické školy vybírají školné až 7 000 EUR, soukromé obchodní vysoké školy požadují školné až 15 000 EUR ročně.
Studenti jsou dále zvýhodněni tím, že mají do 20 let zdravotní pojištění hrazené státem. Od 20 let mají studenti sníženou částku za zdravotní pojištění a platí 200 EUR ročně po dobu svého studia za kompletní zdravotnickou péči.